# Kozulka kosmatka
Kozulka kosmatka (Pogonocherus hispidulus) – gatunek chrząszcza z rodziny kózkowatych i podrodziny zgrzypikowych. Zamieszkuje Europę, Afrykę Północną i zachodnią Azję.

## Morfologia

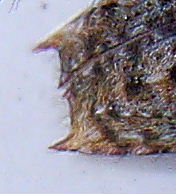
Wierzchołek pokryw

Chrząszcz o ciele długości od 5 do 7 mm.
Głowa i przedplecze są czerwonobrązowo nakrapiane. Czułki są nieco dłuższe od ciała, czarnobrązowe z członami od trzeciego do jedenastego u podstawy rudo obrączkowanymi i porośniętymi szarymi włoskami; na czwartym członie jaskrawa obrączka sięga do połowy jego szerokości. Trzeci człon jest krótszy od czwartego, ale znacznie dłuższy niż piąty.
Szersze niż dłuższe przedplecze ma parę błyszczących guzków w przedniej połowie, a po bokach parę ostrych wyrostków. Barwa tarczki jest ciemna z jaśniejszą linią przez środek. Pokrywy są ku tyłowi zwężone, a u wierzchołka wykrojone tak, że zarówno kąty wierzchołkowo-zewnętrze, jak i kąty wierzchołkowo-wewnętrzne przedłużone są w ostre ząbki; ząbek zewnętrzny skierowany jest mniej lub bardziej prosto ku tyłowi. Przednie brzegi pokryw po bokach tarczki są czarnobrązowe, a dalej znajduje się szeroka przepaska poprzeczna z białoszarego owłosienia, która w połowie długości pokryw zakończona jest wąską przepaską poprzeczną czarną. W tylnej połowie owłosienie pokryw tworzy rudobrązowe, białoszare i czarne marmurkowanie, a przy szwie i kącie zewnętrznym naprzemienne, białoszare i czarnobrązowe nakrapianie. Na powierzchni pokryw obecne są po trzy podłużne żeberka, z których wewnętrzne mają po bokach trzy lub cztery kępki czarnych włosków. Odnóża są czarnobrązowo, czerwonobrązowo i szaro obrączkowane, o maczugowato zgrubiałych udach.

## Biologia i ekologia
Owad saproksyliczny, zasiedlający lasy, parki, sady i ogrody. Jest saproksylofagiem. Cykl rozwojowy jest dwuletni. Larwy rozwijają się pod korą obumarłych lub wyschniętych gałązek o średnicy od 1 do 2 cm, drążąc podłużne, rozgałęzione, miejscami placowate, słabo odciskające się w bielu chodniki. Po pierwszym przezimowaniu wchodzą głębiej w drewno. Przepoczwarczenie ma miejsce w drugiej połowie lata, a stadium owada dorosłego osiągane jest w końcu lata lub jesienią. Postać dorosła zimuje w kolebce poczwarkowej lub wygryza się i zimuje w ściółce. Aktywne osobniki dorosłe spotyka się od kwietnia do lipca lub sierpnia, najczęściej na gałęziach i pędach roślin żywicielskich.
Kozulka ta określana jest jako oligofagiczna lub polifagiczna. Do jej roślin żywicielskich należą głównie drzewa i krzewy liściaste, w tym: bluszcze, buki, dęby, derenie, graby, jarzęby, kasztany, leszczyny, olchy, orzechy, śliwy, świdośliwy, szakłaki, topole, trzmieliny i wierzby. Bardzo rzadko żeruje na modrzewiach czy sosnach.
Do parazytoidów tego chrząszcza należą: Bracon palpebrator, Cenocoelius analis i Doryctes undulatus.

## Rozprzestrzenienie
Gatunek palearktyczny. W Europie znany jest z Portugalii, Hiszpanii, Irlandii, Wielkiej Brytanii, Francji, Belgii, Holandii, Luksemburga, Niemiec, Szwajcarii, Liechtensteinu, Austrii, Włoch, Łotwy, Litwy, Polski, Czech, Słowacji, Węgier, Białorusi, Ukrainy, Mołdawii, Rumunii, Bułgarii, Słowenii, Chorwacji, Bośni i Hercegowiny, Serbii, Czarnogóry, Albanii, Macedonii Północnej, Grecji oraz europejskiej części Rosji. W Afryce Północnej stwierdzono go z Maroka. W Azji podawany jest z Gruzji, Armenii, Azerbejdżanu i Turcji. Wschodnia granica zasięgu biegnie Uralem.